# 람보르기니 잘파
람보르기니 잘파(Lamborghini Jalpa, IPA: [ˈxalpa])는 이탈리아의 자동차 제조업체 람보르기니가 1981년부터 1988년까지 제작한 스포츠 자동차이다. 실루엣의 후속 차량이다. 무지막지하게 비싼 쿤타치보다 조금 더 싼 가격으로 출시된 잘파는 처음부터 대중을 겨냥해 람보르기니와 대중을 잇는 교량 역할을 하기 위해 탄생한 자동차이다. 때문에 커다란 람보르기니 V12 엔진 대신에 3.5리터(총 배기량 3485 cc) V8 엔진을 가로로 돌려서 중앙에 심어놨고, 총 255 마력(bhp, 제동마력)의 힘을 냈다. 차체의 디자인은 베르토네가 담당했다.
잘파의 이름은 유명한 스페인의 싸움소 이름에서 따온 것이다. 페루치오 람보르기니의 탄생 별자리가 황소 자리이기 때문에 자신이 만드는 자동차의 이름에 소의 이름을 붙이길 좋아해서 싸움소의 이름이 붙은 것이다.
쿤타치와 비교했을 때, 잘파는 운전이 훨씬 쉬운 축에 속하는 자동차였다. 앞창문이 넓기 때문에 혼잡한 교통 상황에서도 다루기 쉬웠다. 속도가 느린 것 역시 쉬운 운전에 한몫을 했다. 물론 실내가 매우 비좁아 밤이 되면 운전자를 미치게 하는 내부 반사가 큰 문제였지만 말이다. 범퍼와 공기 흡입구, 엔진 커버 등이 훨씬 값이 싼 검은색 플라스틱 부품으로 만들어질 예정이었고, 초기형 잘파에 부착된 직사각형 모양에 후미등은 실루엣을 만들다가 남은 부품을 다시 사용한 것이었다. 1984년에는 동그란 후미등으로 교체됐다. 1988년이 되며 판매량이 뚝뚝 떨어지자 잘파는 생산을 중단했고, 이후 크라이슬러가 람보르기니를 인수했다. 그 후 오랜 기간이 지나면서 2003년에 가야르도가 출시되면서 잘파의 자리를 대체하였다.
람보르기니가 밝힌 공식적인 주행 성능은, 최고 속도가 234 km/h (145 mph)이지만 실제로는 더 높이 올라갈 수 있다고 주장했다. 0 - 97 km/h (60 mph) 가속은 6.8초이며, 0 - 160 km/h (100 mph) 가속은 16초 정도이다. 원래는 주행과 관련된 가속 성능이 밝혀진 적이 없었는데 2010년 2월에 출간된 '클래식 & 스포츠 카' 잡지를 통해 알려졌다. 전체 중량은 1,507 킬로그램 (3,322 파운드)이다.
크라이슬러가 람보르기니의 경영권을 인수한 후, 람보르기니의 생산 공장 총 지배인에 잭 스타바나(Jack Stavana)가 임명됐다. 이후 잘파가 사용한 V8 엔진은 닷지 데이토나(Dodge Daytona)에 사용되었고, 캐롤 쉘비가 설계한 사륜구동 자동차에 테스트용으로도 사용됐다. 캐롤 쉘비가 디자인한 사륜구동 자동차의 이름은 "Decepzione"인데, 잘파의 엔진을 장착하기 위해선 1.5 인치 (38 밀리미터) 정도의 비교적 높은 엔진 공간이 필요했음에도 불구하고 성능과 관여된 후속 조치가 이뤄지지 않아 중단됐다.